# XP (avions chinois)
Pour les articles homonymes, voir XP.
 (juin 2017).
Les XP (chinois traditionnel : 研驅 ; chinois simplifié : 研驱) est une série d'avions expérimentaux chinois développés pendant la Deuxième guerre sino-japonaise. Ces avions étaient les premiers avions chinois d'un appareil doté d'une aile en flèche inversée.
Il y a eu 3 variations : XP-0 (研驅零式), XP-1 (研驅一式) et XP-2 (研驅二式).